# Абсанс
Абса́нс (фр. absence, буквально — «отсутствие»), историческое название ма́лый припа́док (фр. petit mal [пти маль]; petit — «маленький»; mal — «болезнь, беда») — одна из разновидностей эпилептического приступа — эпилепсия с бессудорожными (немоторными) пароксизмами. Абсанс, или точнее абсансы, поскольку характерной особенностью является большое разнообразие клинических проявлений,— это органическое заболевание головного мозга различной этиологии, склонное при отсутствии адекватного лечения к хроническому течению.

## Исторические сведения
Эпилепсия, проявляющаяся не только большими судорожными припадками, известна ещё со времён Гиппократа, который описал приступы страха, испуга и безумия у больных «священной болезнью» (это название существовало и до него). Гиппократ считал, что причиной эпилепсии является болезнь мозга. Об эпилепсии, проявляющейся только потерей сознания и дрожанием глаз, впервые определённо писал в 1769 году швейцарский врач Самюэль Тиссо. Понятие «petit mal» для обозначения малых припадков впервые употребил французский психиатр Жан-Этьен Эскироль в 1815 году, а его ученик Луи Кальмей в 1824 году ввёл термин «эпилептический абсанс».
В XIX и особенно в XX веке продолжилось дальнейшее, углублённое изучение различных форм эпилепсии, не прекращающееся до сих пор.

## Возраст и пол больных
Бессудорожная эпилепсия чаще впервые возникает в молодом возрасте — в 15-30 лет и ранее — в 7-14 лет. До 4 лет истинных (простых) абсансов не бывает, так как для появления этого феномена требуется определённая зрелость мозга.
Если эпилепсией с генерализованными приступами чаще болеют лица мужского, то среди больных с различными формами абсансов незначительно преобладают лица женского пола.

## Этиология
Вопрос об этиологии эпилепсии вообще и абсансов в частности всё ещё далёк от разрешения. Прослеживаются генетические механизмы, но при манифестации одних и тех же синдромов обнаружены различные генные мутации. В качестве пускового механизма бессудорожных приступов ведущую роль играет нейроинфекция, на втором месте — травмы черепа.

## Типичный абсанс
Характеризуется внезапным кратковременным отключением сознания. Человек внезапно, без каких-либо предварительных предвестников (ауры), перестаёт двигаться, как бы каменеет. Взгляд устремлён перед собой, выражение лица не меняется. При этом больной на внешние раздражители не реагирует. Во время абсанса больной на вопросы не отвечает, его речь обрывается. Через несколько секунд нормальная психическая деятельность восстанавливается. Воспоминание об абсансе отсутствует, а потому для больного он остаётся незамеченным; больной продолжает прерванное движение.
Характерной особенностью абсансов является их высокая частота, в тяжёлых случаях достигающая десятков и даже сотен приступов в сутки. Гипервентиляция, недостаточный сон, активная умственная работа и, наоборот, чрезмерное расслабление провоцируют абсансы. Устройства, которые создают визуальные эффекты (экран телевизора, компьютера, световые вспышки) могут провоцировать приступ.
Диагностические критерии простых абсансов:
1. Длятся секунды.
2. Отсутствие реакции на внешние раздражители в бессознательном состоянии.
3. Больной не замечает того, что перенёс типичный абсанс. По его мнению, ничего не произошло, и он всё время находился в сознании.

На ЭЭГ присутствует специфический паттерн — генерализованная пик-волновая активность с частотой 3 Гц.

## Сложный абсанс
Сложные абсансы — это такие состояния, при которых на фоне отключения сознания отмечаются характерные и одинаковые для данного больного феномены. Это может быть и так называемый «абсанс-автоматизм», характеризующийся стереотипно повторяющимися двигательными актами: движениями губ или языка, жестами, привычным автоматизированными действиями (приведение в порядок одежды, причёски и т. п.), поэтому их часто бывает трудно отличить от обычного поведения ребёнка. Довольно часто сложные абсансы сопровождаются повышением мышечного тонуса. В этом случае отмечается разгибание головы сопровождаемое отведением глазных яблок кверху, иногда вытягиванием туловища назад. В более выраженных случаях присоединяется выгибание туловища сзади и с шагом назад для сохранения равновесия. Иногда же отключение сознания сопровождается потерей мышечного тонуса и последующим падением.
Бессудорожные пароксизмы могут включать психосенсорные состояния «уже виденного» (фр. déjà vu), «никогда не виденного» (фр. jamais vu), «уже пережитого» (фр. déjà vécu), «никогда не пережитого» (фр. jamais vécu), «уже слышанного» (фр. déjà entendu), «никогда не слышанного» (фр. jamais entendu). Могут возникать вкусовые, обонятельные иллюзии и даже галлюцинации.
Выделяют также сложные миоклонические абсансы — в этих случаях присутствуют двусторонние ритмические миоклонические феномены, обычно мимической мускулатуры, реже мышц верхних конечностей. Сложные абсансы требуют меньшей зрелости мозга, а потому обычно возникают в более раннем возрасте, 4—5 лет.
Диагностические критерии сложных абсансов:
1. Длятся десятки секунд.
2. Находящегося в бессознательном состоянии больного можно взять за руку, провести за собой на несколько шагов.
3. Больной, перенёсший сложный абсанс, ощущает, что с ним произошло что-то необычное. Обычно он констатирует и факт отключения сознания.

## Диагностика

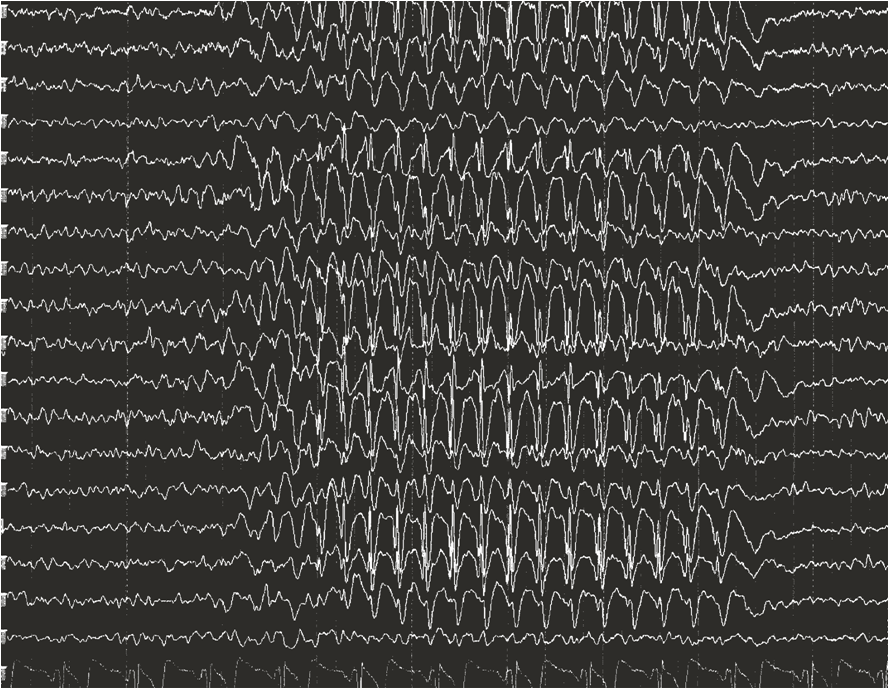
Типичная ЭЭГ при абсансах — генерализованная пик-волновая активность с частотой 3 Гц.

Постановка диагноза эпилептической болезни налагает на врача особую ответственность: с одной стороны, это закрепление за больным своеобразной стигмы, с другой — необходимость исключения многих органических заболеваний головного мозга и мозговых оболочек.
Ведущим методом исследования является электроэнцефалография. Абсансы (как простые, так и сложные) считаются типичными, если на ЭЭГ регистрируются 3 пик-волны в 1 секунду. К атипичным абсансам относят острые и медленные волны, множественные комплексы пик-волн. 2 пик волны в 1 секунду — это вариантный абсанс (синдром Леннокса-Гасто). В то же время, у больных с выраженной картиной petit mal могут отсутствовать изменения на ЭЭГ.
Неврологическая симптоматика не является характерной для больных с абсансами. Вместе с тем, могут выявляться симптомы поражения черепных нервов, повышение сухожильных рефлексов, анизорефлексия (несимметричность рефлексов справа и слева).
Психическое состояние. Изменения со стороны психики либо отсутствуют вообще, либо проявляются в незначительном снижении памяти и/или интеллекта, хотя синдром дефицита внимания-гиперактивности встречается чаще, чем в популяции в целом.

## Дифференциальный диагноз
В первую очередь малые эпилептические приступы следует дифференцировать от обмороков. Для большинства обмороков характерна артериальная гипотония. Сознание восстанавливается полностью, не характерна ретроградная амнезия.
Расстройства сознания происходят также при различных сосудистых изменениях головного мозга, например, при вертебробазилярной недостаточности. Постановке правильного диагноза помогают электроэнцефалография и магнитно-резонансная ангиография. Следует иметь в виду, что эпилептические и сосудистые нарушения могут проявляться у одного и того же больного.
Состояния, напоминающие абсансы, иногда наблюдаются при неврозах, в частности, истерии, однако здесь отсутствуют все другие проявления эпилепсии и изменения на ЭЭГ.

## Лечение
Препаратами выбора в первую очередь являются этосуксимид или вальпроевая кислота. При риске развития генерализованных тонико-клонических судорог терапию начинают с вальпроевой кислоты, учитывая при этом её тератогенное свойство. Если этосуксимид и вальпроевая кислота не подходят для лечения, неэффективны или не переносятся, назначают ламотриджин.
При неэффективности монотерапии назначают комбинированное лечение двумя из трёх вышеперечисленных препаратов.
Медикаменты, применяемые для лечения больших судорожных припадков, противопоказаны, так как они неэффективны либо могут нанести вред.

## Прогноз
Применение адекватной терапии в большинстве случаев даёт хорошие результаты. Обычно абсансы переходят в ремиссию по мере взросления. Прогноз хуже при наличии миоклонических судорог, их высокой частоте, субнормальном интеллекте, резистентности к медикаментозному лечению. Отмена терапии осуществляется постепенно, после продолжительного периода полного отсутствия приступов, при наличии нормализации ЭЭГ.